# Gyöngyös (település)
Gyöngyös (németül: Gengeß) város Heves vármegyében, a Gyöngyösi járás székhelye. A vármegyeszékhely után a vármegye második legnépesebb települése. Gyöngyöspüspöki, Mátrafüred, Mátraháza, Sástó, valamint Kékestető közigazgatási szempontból a városhoz tartoznak.

## Fekvése
A vármegye nyugati részén a Nyugati-Mátraalján helyezkedik el, Budapesttől 80, a megyeszékhely Egertől valamivel kevesebb mint 60 kilométerre. Északról a Mátra, délről az Alföld határolja, emiatt a Mátra kapujának is szokás nevezni. Északkeleti irányból a Sár-hegy emelkedik a város fölé. Belterületét átszeli a Gyöngyös-patak, a Külső-Mérges-patak, a Belső-Mérges-patak és a Tarján-patak is.

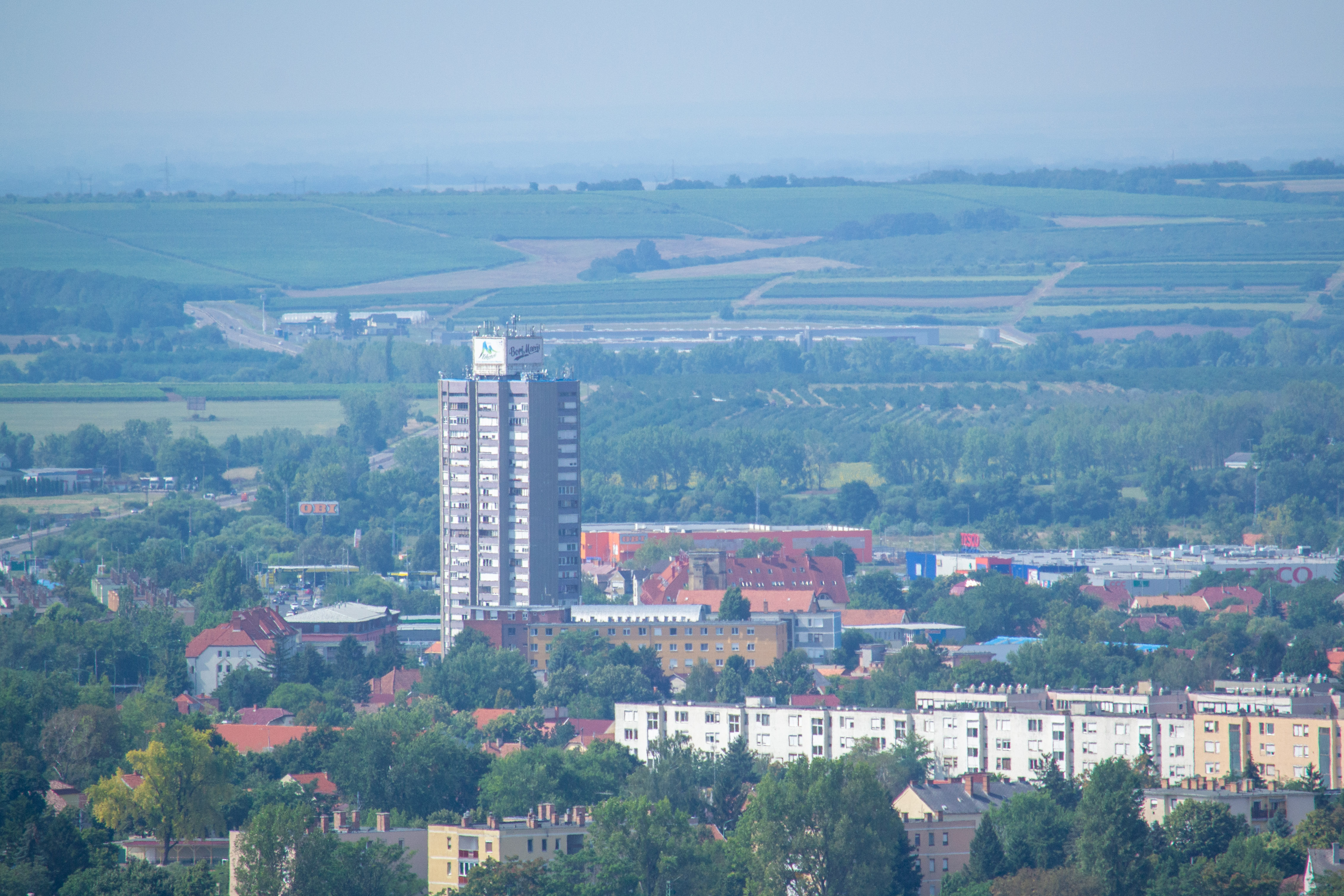
Az 1971-ben átadott, 70 méter magas gyöngyösi toronyház

### Megközelítése, közlekedése
Legfontosabb közúti megközelítési útvonala a 3-as főút, illetve az M3-as autópálya, előbbi a központján is áthalad, utóbbi néhány kilométerre délre halad el a belterületétől. Gyöngyösről indul a Mátra hegyein keresztül Egerig vezető 24-es főút és több más alsóbbrendű út is innen indul vagy itt ér véget. Utóbbiak közül a fontosabbak az alábbiak:
- a 2406-os út, amely a 21-es főúttal köti össze a 24-est, Szurdokpüspöki és Gyöngyöspata érintésével;
- a 2416-os út, mely szintén Egerig vezet, Abasár-Verpelét érintésével;
- a 2419-es út, mely Mátrafüredet köti össze Abasárral;
- a 3203-as út, mely Jászárokszálláson át Jászberényig húzódik;
- a 3204-es út, mely Hevesre vezet;
- a 3210-es út, mely Adáccsal köti össze a várost;
- a 2406-osból ágazik ki a 24 136-os út, mely Gyöngyössolymosra, és a 24 137-es út, mely Gyöngyösorosziba vezet;
- a 24-esből a város északi részében ágazik ki a pipishegyi városrészben épült ipari park felé a 24 133-as út, utóbbiból pedig – alig néhány méterrel a kezdeti szakasza után – a gyöngyösi repülőtérre vezető 24 313-as út;
- szintén a főútról letérve lehet feljutni az ország legmagasabb hegycsúcsára, a Kékesre, a 24 134-es, majd a 24 140-es számú mellékúton.

Vasúton a MÁV 85-ös számú Vámosgyörk–Gyöngyös-vasútvonalán közelíthető meg, amelynek egy állomása (Gyöngyös vasútállomás) és egy megállóhelye (Kitérőgyár megállóhely) működik a város területén. Előbbi közúti megközelítését a 24 312-es számú mellékút biztosítja.
Gyöngyös tömegközlekedését a Volánbusz látja el. A várost hat helyi autóbuszjárat szolgálja ki, amelyek a következők: 1, 1A, 2, 3, 3A, 4.
A 2022. december 11-től érvénybe lépő menetrendváltástól kezdve óránként közvetlen sebesvonat indul a Keleti pályaudvar és Gyöngyös között Mátra InterRégió néven, az egri Agria InterRégió járatokkal összehangolva. Így Budapest irányából a város már vasúton is közvetlen eljutási lehetőséget kap. A tervek szerint az 1960-ban átadott Koháry úti szűk autóbuszállomást a vasútállomáshoz közelebb, a Kömlei Károly Sporttelep helyére költöztetnék.

## Nevének eredete
A rajta átfolyó Gyöngyös-patakról kapta a nevét, amelynek mai alternatív neve Nagy-patak, és a Gyöngyös névváltozata először 1261-ből adatolható Gungus alakban. Ez az országban sok helyen előforduló pataknév olyan vízfolyást jelöl, amelynek partján sok volt a fagyöngy, amelyből madárfogó lépet főztek, és ínséges időben takarmányozásra is használtak, vagy amelyben bőven tenyészett a folyami gyöngykagyló.
Nem helytállók azok a magyarázatok, amelyek szerint a város nevét a Mátravidéket megszálló „kún-palóc” törzs valamelyik nőtagjától kaphatta, akit Gyöngyös néven neveztek. Avagy hogy Árpád egyik leányát nevezték volna Gyöngynek, aki követve atyját a Mátra vidékére, itt halt meg, és a Mátrából folyó patak mellé temették el. E patakot és a sír közelében épült várost róla nevezték volna el Gyöngyösnek. Ezeknek ellene szól, hogy ez a földrajzi név az ország különböző pontjain előfordul, továbbá Gyöngyösnek olvasható női név nem adatolható az ismert Árpád-kori dokumentumokban, -s képzővel nem alakulnak személynevekből magyar helynevek, illetve magyar nevet nem viseltek a patak és a település nevének megjelenésével egy időben az országba költöző kipcsak-török nyelvű kunok.

## Történelem
Gyöngyöst valószínű, hogy Kr. u. 700-800 év között az avarok alapították, nyomaik máig megtalálhatók az általuk épített, avargyűrűk néven ismert egykori kőgátaknak formájában, részben itt a Mátrában, Bene, Gyöngyössolymos, Gyöngyösoroszi és Gyöngyöstarján mellett.
A település nevét először 1261-ben említik Gywngus alakban. További Árpád-kori névformák: Gunges, Gyunges, Gyungus.
E vidékéről Anonymus elbeszéléséből vannak az első ismert adatok; melyek szerint Árpád vezér a honfoglaláskor Ede és Edömér kun vezéreknek a Mátra erdejében és annak vidékén nagy földet adott, ahol az ő unokájuk Pata várat épített. Később Pata nemzetségéből származott Sámuel király, akit kegyességéért Abá-nak (apa) neveztek. Aba Sámuel családi összeköttetései és nádori méltósága révén hatalmas befolyásra tett szert ezzel nemzetségét is nagy tekintélyre emelve. Szent István király sógora volt, mivel az ő húgát vette nőül; hét évig viselte a nádori méltóságot is, azután király lett.
Az Abák nemzetsége később több ágra oszlott és többféle néven szerepelt, mert megosztozva az ősi birtokokon a nemzetség tagjai egymástól különválva kapott birtokaikat nemzetségük legkiválóbb tagjairól nevezték el; azért, mint az ősnemzetség tagjai és királyi ivadékok, mindig a közös törzsre hivatkoztak, magukat Aba nemzetségbeli nemeseknek – nobiles de genere Aba – nevezték.
A település neve először Szent László király 1261-ből való oklevélben bukkan fel a mai Gyöngyös melletti Gyöngyöspüspöki nevében. A király Gyöngyöspüspökit ekkor adományozta az egri püspöknek. Gyöngyös ekkor már nagy valószínűleg létezett, mert csak ily módon jelenhetett meg a szomszédos település nevének előtagjaként a Gyöngyös név, melyet a település valószínűleg az itteni Gyöngyös patak után nyert.
Gyöngyös és környéke ekkoriban az Aba nemzetség Csobánka ágának birtokában volt. V. István ifjabb király 1267 évi adománylevele szerint, Halászt (Gyöngyöshalászt), Jánosnak, Csobánka fiának adományozta, mint a hevesi várhoz tartozó birtokot, az isaszegi ütközetben szerzett érdemeiért.
János comes fiai: László mester, Sámuel és Dávid voltak, akik 1301-ben az egri káptalan előtt birtokaikon megosztoztak. Az osztályegyezség szerint öröklött birtokaikat a három testvér között szétosztották, azonban Gyöngyös, továbbá a vele szomszédos Benevár és Beneváralja város, az osztozkodás után is közös birtokuk maradt, melyekből részt nyert mind a három testvér, akik pontos határjelzőkkel látták el mind Gyöngyös, mind Benevár és Beneváralja város belterületén, továbbá ezek határaiban részül jutott örökségüket.
A testvérek közül Csobánka László még az osztozkodást megelőzően 1299 nyarán hűtlenség és hatalmaskodás miatti perbe keveredett, mely per végeztével Csobánka Lászlót fejvesztésre ítélték, vagyonát pedig elkobozták. Birtokait, köztük Gyöngyöst is 1322-ben Lampert országbíró és Dózsa nádor kapta meg adományként Károly Róbert királytól.
A Csobánkák ezután Károly Róbert ellen fordulva Csák Máté zászlaja alá álltak, s 1312-ben a rozgonyi síkon, a Tarna patak közelében megütköztek a királyi sereggel, ahol a pártütők csatát vesztettek, és a harcban elesett Csobánka Dávid is, ezzel a Csobánkák csillaga is letűnt.
A király Gyöngyöst és Bene várát Széchenyi Farkasfia Tamás erdélyi vajdának adományozta. Farkassy Tamás Gyöngyöst hamarosan védfalakkal, tornyokkal és kapukkal látta el, városi rangot adva neki. Mára ennek az erődítéseknek nyoma sem látható; a benei, csapó, tóutczai és solymosi kapukat a fény- és kis-kapuval együtt részben a 19. század elején rombolták le.
Tamás vajda fiai; Miklós, másként Kónya bán, Mihály pozsonyi prépost, majd egri püspök, továbbá Gáspár és László voltak.
Károly Róbert király 1334-ben várossá nyilvánította Gyöngyöst, elsősorban az észak, északkeleti irányba kibontakozó borkereskedelemnek köszönhetően.
A Farkassy család után a Pohárnok, Berzeviczy és Salgó család voltak Gyöngyös város birtokosai, kiknek javai később a Zsigmond király által különösen kegyelt Rozgonyi családé lettek.
A 15. században ferences szerzetesek telepedtek le itt, akik a várostól kapott védelemért cserében ellátták a lakosok testi-lelki bajainak gyógyítását is.
1455-ben Gyöngyös felét László szécsényi vajda fia, több más birtokkal együtt eladta 40.000 forintért az ekkor már nagy hatalomra és dicsőségre emelkedett Gúthi Országh Mihálynak; gyöngyösi birtoka másik részét pedig zálogba adta Losonczy Albertnek, aki azt zálog címen harminc évig bírta. Mátyás király 1467-ben kelt irata alapján, a város legtekintélyesebb földesurai a Gúthi Országh család és a Losonczyak lettek. Mindkét család kiváló szerepet játszott hazánk történetében. 1468-ban Országh Mihály a pozsonyi országgyűlésen már nádori tisztet viselt, Losonczy László pedig az 1496-ik évben abban a kitüntetésben részesült, hogy a kincstári számadások megvizsgálását reábízták.
Mátyás király 1490-ben bekövetkezett halála után a város urai II. Ulászló pártjához szegődtek s így Gyöngyös is részese volt a pártos harczok kellemetlenségeinek, mert II. Ulászló testvére és vetélytársa Albert, az 1491-ik év elején, Perényi Péterrel Gyöngyöst és vidékét pusztíttatta.
Az 1518 körüli években Móré László valamint a Gosztony család tagjai voltak a város legnagyobb birtokosai.
A település 17. századi állapotát híven tükrözi egy útleírás, mely említi a tiszta utcákat, a sok kereskedőt, a bájos lányokat és a „zafírhoz hasonló színű" tüzes, zamatos borokat, melyeket még a törökök is szívesen kóstolgattak.
A Rákóczi-szabadságharc idején a városban folytatott tárgyalást a fejedelem a császár követével. A leghíresebb kuruc tábornokot, a pestisben meghalt Vak Bottyánt a ferencesrendi templomban temették el. A templom környékét nemrégiben átépítették, jelentősen megváltoztatva így a térség arculatát.
A város 20. századi történelmének szomorú eseménye az 1917 májusában bekövetkezett tűzvész, amely a lakóépületek nagy részét elpusztította. Az újjáépítés során alakult ki a mai harmonikus, egységes városkép. A nevezetes épületeket, templomokat, lakóházakat rangjukhoz méltó módon átépítették.

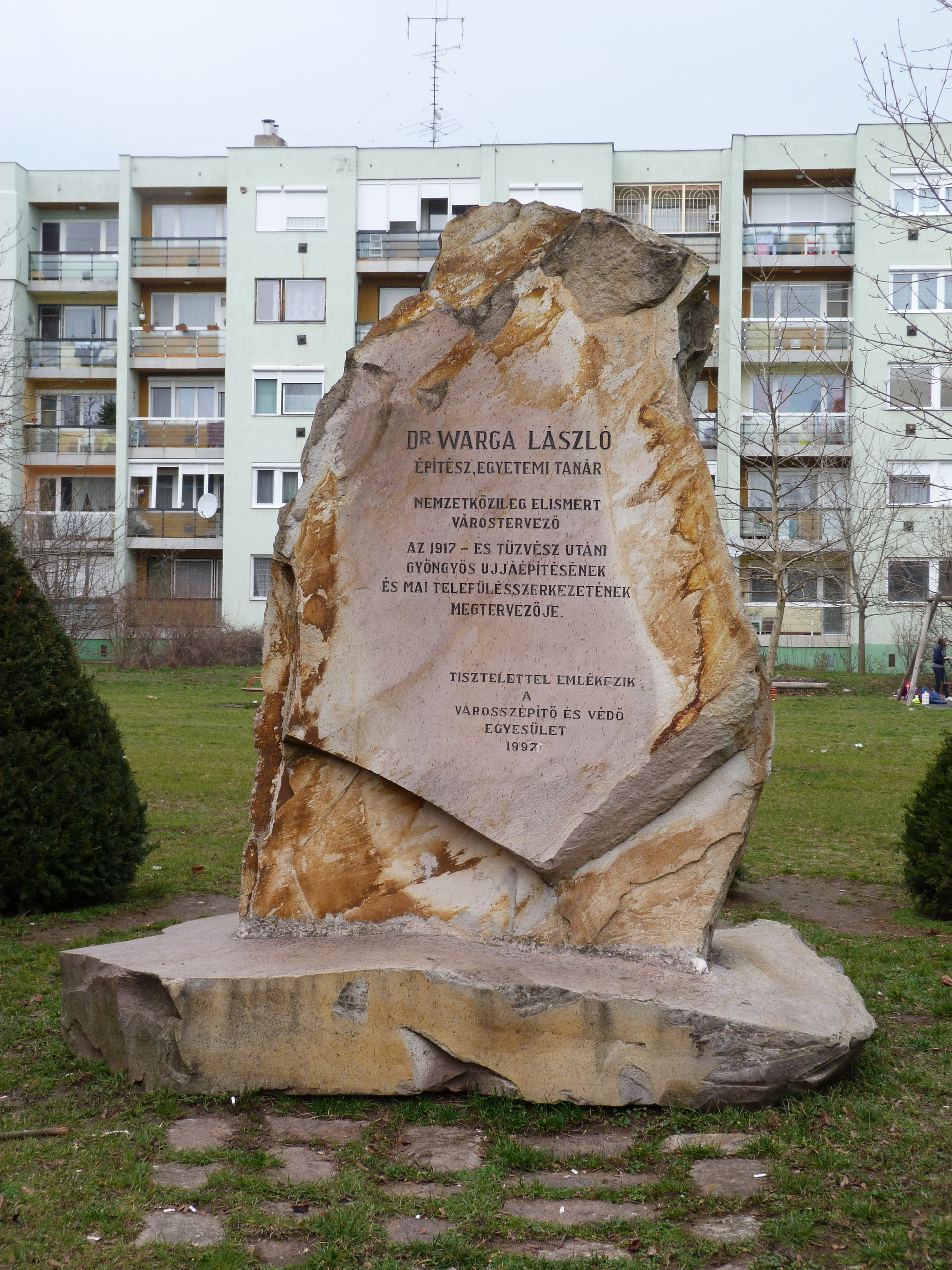
Dr. Warga László emlékműve

A város sokáig katonaváros volt. 1950 és 1991 között a Magyar Honvédség magasabb alakulatai állomásoztak a Táncsics Mihály új nevén Török Ignác Laktanyában. Ezek voltak a MN 4. Gépesített Lövészhadosztály parancsnokság és közvetlen alakulatai. 1991. október 10-én a helyőrség bezárta kapuit.

## Népesség
A település népességének változása:
| Lakosok száma | 31 018 | 30 763 | 29 337 | 27 648 | 27 887 | 27 645 |
|               | 2013   | 2014   | 2018   | 2022   | 2023   | 2024   |

2001-ben a település lakosságának 97,5%-a magyar, 2%-a cigány és a maradék 0,5% német vagy szlovák nemzetiségűnek vallotta magát.
2011-ben a település lakosságának 94,8%-a magyar, 4,1%-a cigány, 0,6% német, 0,2%-a ruszin, 0,1% román és 0,2% egyéb nemzetiségűnek vallotta  magát. A vallási megoszlás a következő volt: római katolikus 44,3%, református 4,1%, görögkatolikus 0,4%, evangélikus 0,3%, felekezeten kívüli 21,2% (28,4% nem nyilatkozott).
2022-ben a lakosság 88,3%-a vallotta magát magyarnak, 2,9% cigánynak, 0,7% ukránnak, 0,4% németnek, 0,2% ruszinnak, 0,1-0,1% románnak, lengyelnek, görögnek, bolgárnak és szlováknak, 3,4% egyéb, nem hazai nemzetiségűnek (10,9% nem nyilatkozott; a kettős identitások miatt a végösszeg nagyobb lehet 100%-nál). Vallásuk szerint 34,7% volt római katolikus, 3,4% református, 0,4% görög katolikus, 0,3% evangélikus, 0,1% ortodox, 1,7% egyéb keresztény, 0,8% egyéb katolikus, 14,2% felekezeten kívüli (43,9% nem válaszolt).
Gyöngyös népességszáma 1930-ban 21213 fő volt, a második világháborút követően, 1949-ben 21969 főre nőtt.  A háború alatti időszakban volt egy kisebb visszaesés, azonban az 1950-es évektől egészen az 1980-as évekig folyamatos, nagymértékű lakosságszám növekedés ment végbe. (1960. évben: 28573 fő, 1970. évben: 31733 fő, 1980. évben: 36928 fő) Az 1980-es években egy kismértékű csökkenés következett be, 1990-re 36451 főre csökkent a város lakossága, de ezt követően nagyobb mértékű csökkenés kezdődött el, 2001. évben már 33548 főre esett vissza a lakosság száma. 

## Önkormányzat és közigazgatás

### Országgyűlési képviselők
A régi választójogi törvény, az 1989. évi XXXIV. törvény hatálya alatt a város a Heves megyei 3. számú választókerülethez tartozott. Jelenleg a 2011. évi CCIII. törvény értelmében az új Heves megyei 2. sz. országgyűlési egyéni választókerület székhelye.
| Név                   |  | Párt   | Terminus  | Választókerület                                          |
| --------------------- |  | ------ | --------- | -------------------------------------------------------- |
| Dr. Komenczi Bertalan |  | SZDSZ  | 1990–1994 | Régi Heves megyei 3. sz. választókerület                 |
| Fodor Gábor           |  | SZDSZ  | 1994–1998 | Régi Heves megyei 3. sz. választókerület                 |
| Dr. Mánya Kristóf     |  | Fidesz | 1998–2002 | Régi Heves megyei 3. sz. választókerület                 |
| Dr. Magda Sándor      |  | MSZP   | 2002–2010 | Régi Heves megyei 3. sz. választókerület                 |
| Balázs József         |  | Fidesz | 2010–2014 | Régi Heves megyei 3. sz. választókerület                 |
| Horváth László        |  | Fidesz | 2014–     | Heves megyei 2. sz. országgyűlési egyéni választókerület |

### Polgármesterei

#### A dualizmus idején
- 1881–1889: Csomor Kálmán

#### A rendszerváltást követően
| Időszak   | Polgármester     | Párt             |
| --------- | ---------------- | ---------------- |
| 1990–1994 | Keresztes György | Fidesz           |
| 1994–1998 | Szabó Gyula      | MSZP             |
| 1998–2002 | Szabó Gyula      | MSZP-SZDSZ       |
| 2002–2006 | Hiesz György     | MSZP-SZDSZ       |
| 2006–2010 | Hiesz György     | MSZP             |
| 2010–2014 | Faragó László    | Fidesz-KDNP      |
| 2014–2019 | Hiesz György     | MSZP-DK-Együtt   |
| 2019–2024 | Hiesz György     | DK-Momentum-MSZP |
| 2024–     | Szókovács Péter  | Fidesz-KDNP-VSZE |

### A 2024-es önkormányzati választás eredménye
- A polgármester-választás eredménye[27]

| Jelölt neve     | Jelölő szervezet(ek) | Jelölő szervezet(ek)          | Szavazatok száma | Szavazatok aránya |
| --------------- | -------------------- | ----------------------------- | ---------------- | ----------------- |
| Szókovács Péter |                      | Fidesz – KDNP – VSZE          | 5512             | 42,16%            |
| Dr. Végh Attila |                      | MSZP – DK – Jobbik – Momentum | 4598             | 35,17%            |
| Nagy Attila     |                      | Vagy Egyesület                | 2965             | 22,68%            |
| Összesen        |                      |                               | 13 075           | 100%              |

- A képviselőtestület-választás eredménye[28]

| Párt | Párt                          | Mandátumok | Képviselő-testület | Képviselő-testület | Képviselő-testület | Képviselő-testület | Képviselő-testület | Képviselő-testület | Képviselő-testület | Képviselő-testület | Képviselő-testület | Képviselő-testület | Képviselő-testület |
| ---- | ----------------------------- | ---------- | ------------------ | ------------------ | ------------------ | ------------------ | ------------------ | ------------------ | ------------------ | ------------------ | ------------------ | ------------------ | ------------------ |
|      | Fidesz – KDNP – VSZE          | 7          | P                  |                    |                    |                    |                    |                    |                    |                    |                    |                    |                    |
|      | MSZP – DK – Jobbik – Momentum | 7          |                    |                    |                    |                    |                    |                    |                    |                    |                    |                    |                    |
|      | Vagy Egyesület                | 1          |                    |                    |                    |                    |                    |                    |                    |                    |                    |                    |                    |

## Látnivalók
Bővebben lásd: Gyöngyös belvárosa

### Templomok

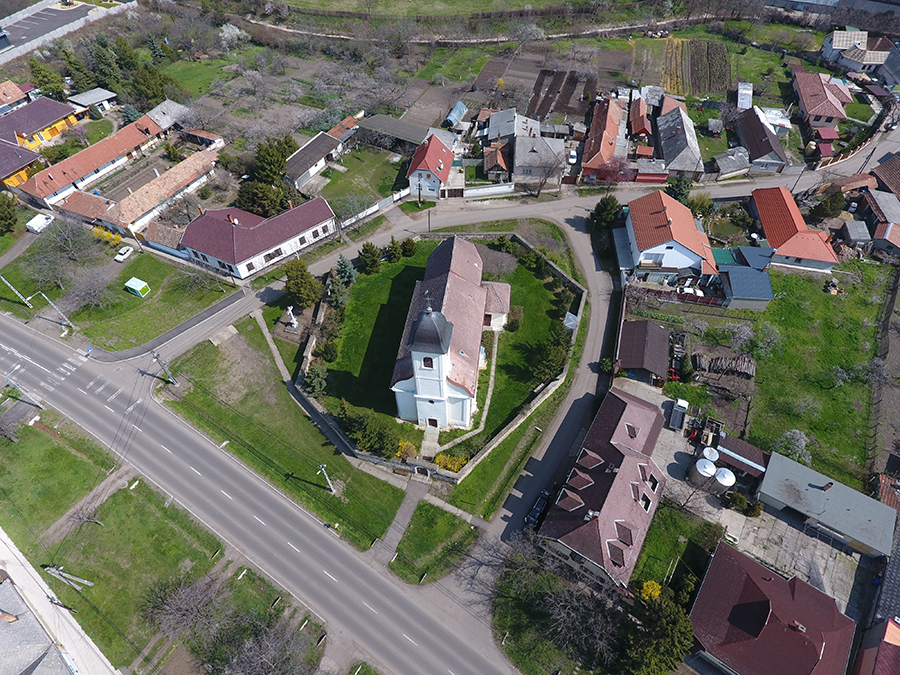
Gyöngyöspüspöki, Olajbanfőtt Szent János-templom, légi felvétel

- Szent Orbán-templom – barokk; 16. századi alapokon
- Szent Bertalan-templom – Nagytemplom a Fő téren található (barokk; 13. századi alapokon)
- Ferences templom (Sarlós Boldogasszony) – és kolostor – a barokk épületben található hazánk egyetlen, épen és egységben maradt, középkori eredetű, ferences kolostori műemlék könyvtára.
- Szent Miklós ortodox templom
- Kálvária kápolna – a barokk kápolna 1721-ben épült, mai klasszicista alakját a XIX. század első felében kapta. Jelenleg a kápolna rekonstrukció alatt áll.
- Református templom
- A Szent Bertalan-templom kincstára – az épület 1784-ben épült, eredetileg jezsuita gimnáziumi konviktus volt. Itt található Magyarország második legnagyobb katolikus egyházi gyűjteménye
- Szent Erzsébet-templom

### Múzeumok
- Mátra Múzeum – a 2007-ben felújított Orczy-kastély ad otthon a gyűjteménynek, ahol az egyedülálló mamutcsontváz is található
- Herman Lipót – festőművész állandó kiállítása valamint 2007-től egyedülálló éremgyűjtemény a Fő tér 10-ben (Grassalkovich ház)
- Szent Bertalan-templom kincstára – egyházi gyűjtemény, állandó kiállítása: Hit, művészet, mesterség
- Mátravasút Múzeum – a 2017-ben nyitott múzeum a vasút több mint 100 éves történetét mutatja be
- Palóc Néprajzi Magángyűjtemény és Babakiállítás
- Fő Tér Galéria

### Egyéb látnivalók
- Víztorony

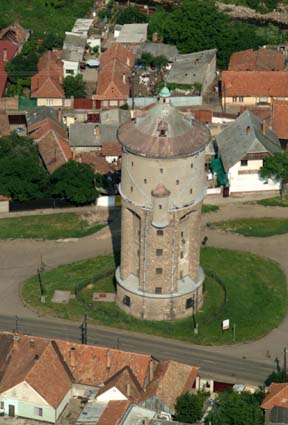
Az 1927-ben épült víztorony (műemlék)

- Fő tér – ahol a város címerében található nap, hold, szőlő és farkas szobrokkal ellátott szökőkutak működnek. A tér déli végén található a testvérvárosok kútja, amin mind az 5 testvérváros neve és címere megtalálható.
- II. Rákóczi Ferenc ház – a Fő tér 2. szám alatt
- Mátra Művelődési Központ üvegablaka: Szinte Gábor – Hamvaiból újjáéledő főnixmadár
- Kossuth szobor - Könyves Kálmán tér
- Huszárszobor – Jókai és Móricz Zsigmond utca kereszteződése
- Zsinagóga – a nagyméretű, reprezentatív épületet Baumhorn Lipót és Somogyi György tervei alapján építették 1930-ban. A bazilika-rendszerű épület középpontjában hatalmas kupola áll.
- Zeneiskola (Eredetileg Jezsuita Gimnázium) – 1752-ben épült. Az átalakítás 1782–1783-ban Rabl Károly tervei szerint történt. Itt kapott helyet a zeneiskola.
- Kisállatkert
- Mátravasút – Gyöngyösi Állami Erdei Vasút. Két vonalon közlekedik; Gyöngyös-Mátrafüred, illetve Gyöngyös-Gyöngyössolymos-Lajosháza-Szalajkaház útvonalon.
- Turul-szobor[29]

### Sportélete
- Dr. Csépe György Uszoda és Termálstrand – vize alkáli-hidrogén-karbonátos gyógyvíz, amely metakovasavat is tartalmaz. Összetételénél fogva jótékony hatással bír bizonyos bőrbetegségek, gyomorpanaszok, reumatikus és idegrendszeri megbetegedések esetén.[30]
- Városi Sportcsarnok – a 60 cm-es falak és az országosan is egyedülálló tetőtartó szerkezet megmaradt az új kor számára.

## Kulturális események

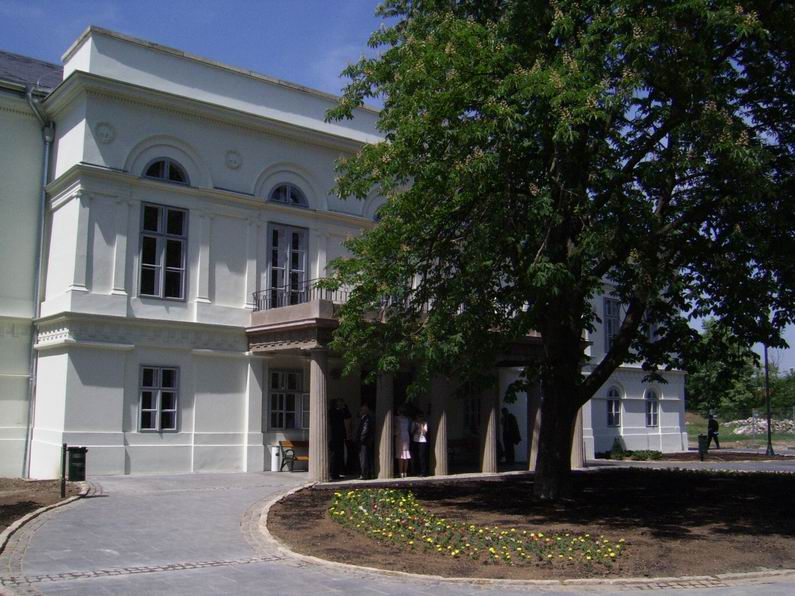
A Mátra Múzeum épülete

- Gyöngy Nemzetközi Folklórfesztivál
- Gyöngyösi Szüreti Napok
- Görgényi László gulyás-főzőverseny (Gyöngyösi Szüreti Napok keretein belül)
- Mifeszt Ifjúsági Fesztivál
- Gyöngyösi Bornapok
- Mátrai Veteránautó Találkozó
- Vak Bottyán Díjugrató Lóverseny
- Gyöngyösi Művészeti Hetek
- Gyöngyös Város Napjával egybekötött XIX. századi piac

## Városrészek
| Belterület                      | Külterület                          |
| ------------------------------- | ----------------------------------- |
| Gyöngyöspüspöki                 | Farkasmály                          |
| Dél-Kálvária part (Rózsa-domb)  | Sár-hegy                            |
| Észak-Kálvária part (Lakóliget) | Pipis-hegy - ipartelep és repülőtér |
| 80-as lakótelep                 | Mátrafüred                          |
| Pesti úti lakótelep             | Sástó                               |
| Mátrai úti lakótelep            | Mátraháza                           |
| Felsőváros, Kakastánc           | Kékestető                           |
| Belváros                        |                                     |
| Duránda                         |                                     |
| Déli iparterület                |                                     |
| Ipari park                      |                                     |
| Harmadosztály                   |                                     |

## Oktatás

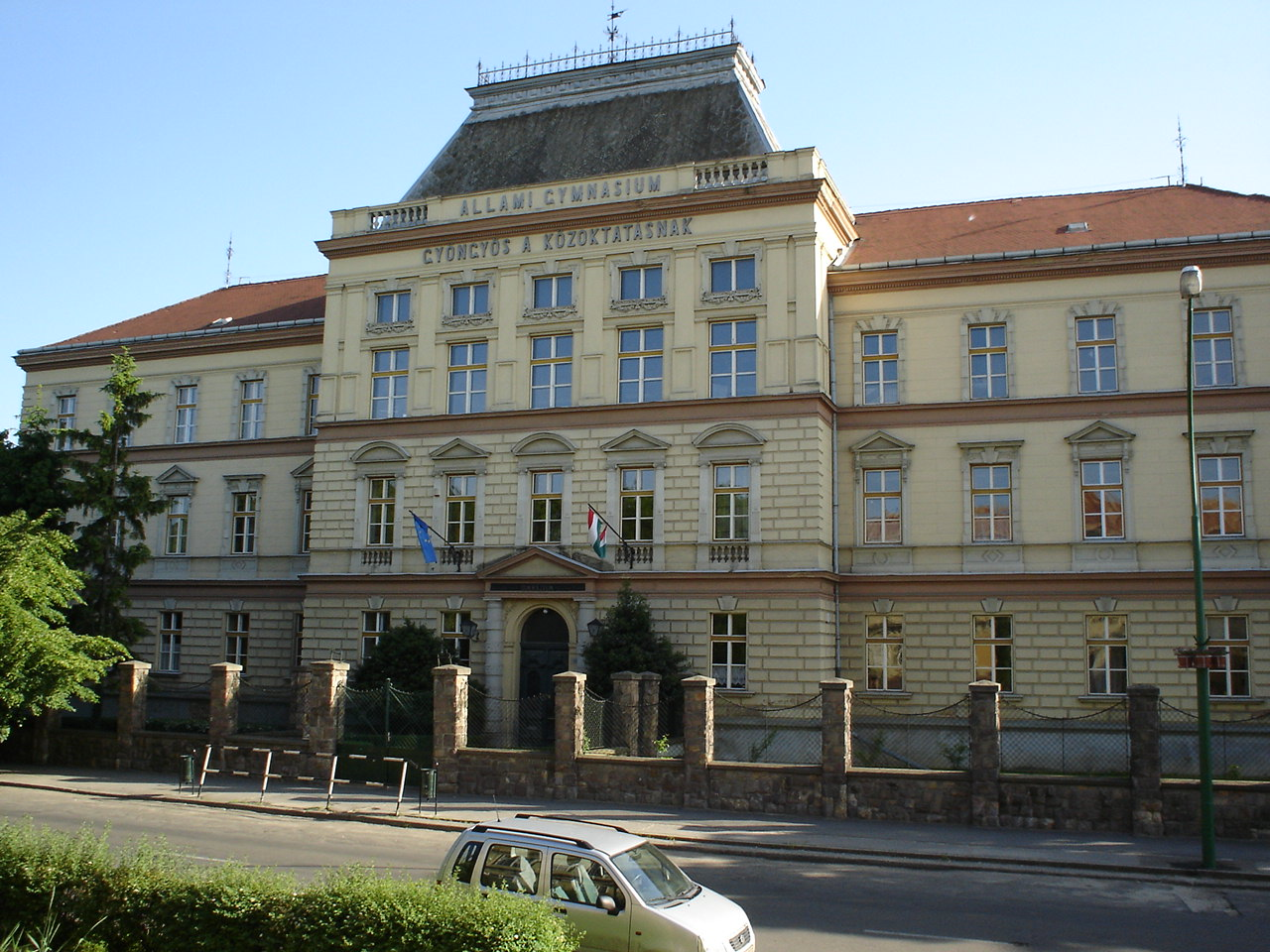
Berze Nagy János Gimnázium

### Felsőoktatás
- Magyar Agrár- és Élettudományi Egyetem – Károly Róbert Campus
- Gábor Dénes Főiskola gyöngyösi Konzultációs Központja

### Középiskolák
- Berze Nagy János Gimnázium
- Vak Bottyán János Katolikus Műszaki és Közgazdasági Szakgimnázium
- FVM. ASZK. Szakképző Iskola, Mátra Erdészeti, Mezőgazdasági és Vadgazdálkodási Szakképző Iskola és Kollégium (Gyöngyös-Mátrafüred)
- Magyar Máltai Szeretetszolgálat Károly Róbert Kereskedelmi, Vendéglátóipari, Közgazdasági és Idegenforgalmi Szakképző Iskola
- Egri Szakképzési Centrum József Attila Szakgimnáziuma, Szakközépiskolája és Kollégiuma

### Általános iskolák

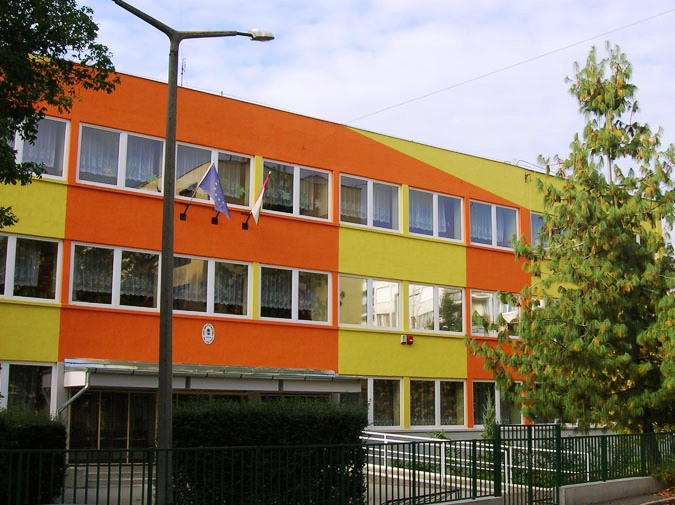
Arany János Általános Iskola

- II. Rákóczi Ferenc Katolikus Általános Iskola és Alapfokú Művészetoktatási Intézmény
- Arany János Általános Iskola
- Felsővárosi Általános Iskola
- Egressy Béni Kéttannyelvű Általános Iskola
- Kálváriaparti Általános Iskola és Sportiskola

#### Egyéb oktatási intézmények
- "IOSZIA" Duális Szak- és Felnőttképzési Akadémia Vizsgaközpont és Nyelvvizsgahely
- Pátzay János Katolikus Zeneiskola
- Trívium Alapítványi Szakközépiskola
- Kolping Katolikus Szakiskola
- Waldorf Iskola és Óvoda Gyöngyös
- Gyöngyösi Oktatásért és Kultúráért Alapítvány
- ASK Autista Segítő Központ

## Helyi média
A településen az írott és az elektronikus sajtó is képviseli magát.

### Elektronikus média

#### Televízió
- Gyöngyös Városi Televízió - Az első adásra 1994. november 20-án került sor, azóta folyamatosan sugározza Gyöngyös, a Gyöngyösi Kistérség és a köz érdekeit.

#### Rádióállomások
- MAXIRÁDIÓ – Mi adunk ritmust a városnak! Gyöngyös Fm 92.4 / 2014. áprilistól hallható, a Mátra Média Kulturális Egyesület üzemelteti.

Megszűnt gyöngyösi rádióállomások:

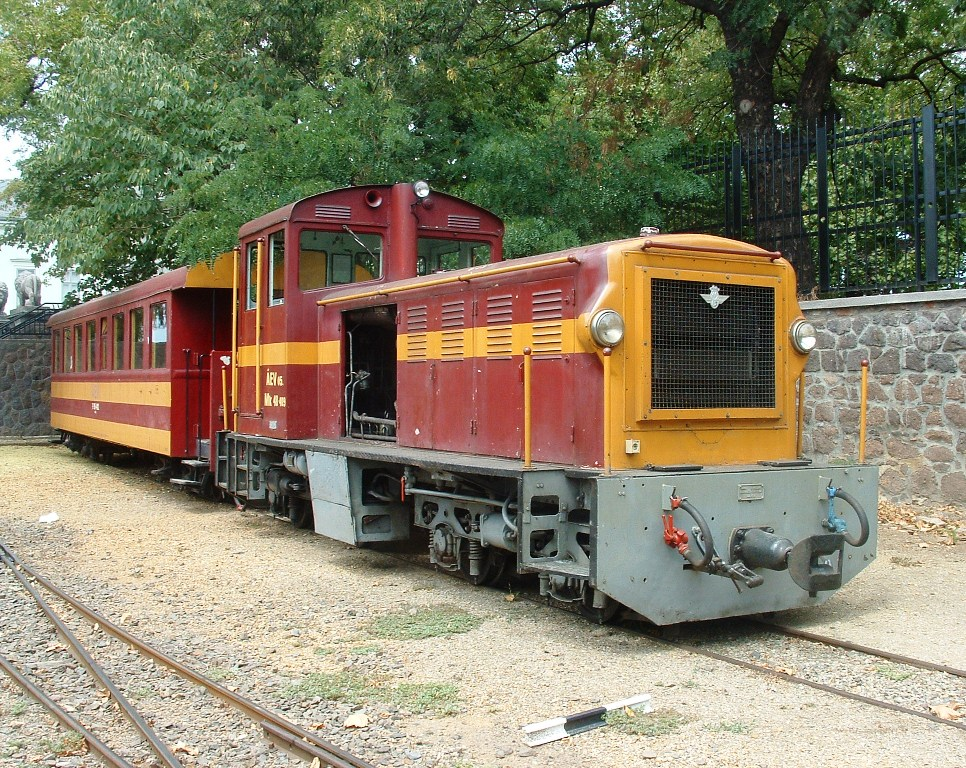
A Mátravasút egyik mozdonya a gyöngyösi végállomáson

- Saturnus Rádió – 2002-ben megszűnt közkedvelt rádióállomás. A város első helyi rádióadója volt.
- Juventus Gyöngyös – a Saturnus Rádió megszűnése után a Juventus rádió bérelte az egykori FM 88.9 MHz-s sávot.
- Klubrádió Gyöngyös – a megszűnt Juventus Rádió helyén a 88.9-es frekvencián bérelte a sávot, majd ez a rádió is megszűnt és 2014 májusában végleg lekapcsolták a frekvenciát.
- Diórádió - Összeolvadt az egykoron Egri székhelyű Fm7 rádióval.
- Az FM 7 2018. október 1-jén a Gyöngyösi és a Hatvani frekvenciáját elveszítette, helyén a Rádió 1 sugároz műsort, így az FM 7 Egerbe szorult vissza, majd 2019. június 19-én az egri adás is megszűnt, helyén a Best FM hallható.

Jelenleg Gyöngyösön fogható rádióadók vételi elérhetőségei:
- Karc FM - FM 88,9 MHz
- Bartók Rádió – FM 90,7 MHz
- MaxiRádió – FM 92,4 MHz
- Kossuth Rádió – FM 95,5 MHz
- Sláger FM - FM 95,8 MHz
- Trió FM – FM 97,7 MHz
- Manna FM - FM 98,6 MHz
- Dankó Rádió – FM 99,8 MHz
- Rádió 1 – FM 101,7 MHz
- Szent István Rádió – FM 102,2 MHz
- Petőfi Rádió – FM 102,7 MHz
- Retro Rádió – FM 104,7 MHz

### Írott és internetes sajtó
- Heves Megye Online
- Ingyen Piac
- Gyöngyös Online - alapítva 2003-ban
- Gyöngyösi-hírhatár
- Gyöngyös Ma  (Gyöngyös Városi Televízió hírportálja)

## Híres emberek
- Itt született 1781. január 5-én Hám János szatmári püspök;
- Itt született 1793-ban Bugát Pál orvos, egyetemi tanár, nyelvújító, az MTA tagja;
- Itt született 1818. november 17-én Vachott Sándor költő, író, ügyvéd, az MTA l. tagja (1843);
- Itt született 1818-ban Almásy Pál politikus, az első népképviseleti országgyűlés alelnöke;
- Itt született 1820-ban Vahot Imre ügyvéd, színműíró, szerkesztő;
- Itt született 1825. augusztus 28-án Zalár József költő;
- Itt született 1851-ben Rudolf von Brudermann, az Osztrák-Magyar Monarchia lovassági tábornoka, 1914-ben a 3. hadsereg parancsnoka;[31]
- Itt született 1874-ben Klein Dezső zsidó származású magyar hittudós, rabbi;
- Itt született 1892-ben Dukesz Artúr jogász;
- Itt született 1913. május 29-én Garai János költő, író, újságíró;
- Itt született 1919. július 28-án Bálint György (Bálint gazda) kertészmérnök, újságíró, országgyűlési képviselő, a mezőgazdasági tudomány kandidátusa;
- Itt született 1923. március 20-án Aba Iván író, újságíró;
- Itt született 1929. február 3-án Zilai János magyar szőlész, egyetemi tanár;
- Itt született 1937. február 17-én Balázs-Piri Balázs karikaturista, grafikus;
- Itt született 1946. május 11-én Polgár László tanár, pedagógus, sakkedző, menedzser, a Polgár lányok édesapja;
- Itt született 1946. augusztus 23-án Bálint János kertészmérnök;
- Itt született 1948. március 24-én Debreczeni Ferenc (Ciki) Kossuth-díjas és Liszt Ferenc-díjas zenész, dobos, az Omega együttes tagja;
- Itt született 1952. szeptember 13-án Király Tamás avantgard divattervező;
- Itt született 1952 októberében Molnár Pál újságíró, a Balassi Bálint-emlékkard és más művészeti díjak megalapítója;
- Itt született 1952. november 23-án Molnár Katalin, kulturális szervező, Pro Civitate díj — Gyöngyös;
- Itt született 1956. július 11-én Herczeg András, a Debreceni VSC edzője;
- Itt született 1962. szeptember 27-én Fodor Gábor politikus, miniszter;
- Itt született 1964. május 5-én Kálomista Gábor Balázs Béla-díjas filmproducer;
- Itt született 1969.  június 6-án Varga Attila magyar bajnok labdarúgó (Újpesti TE), PRO-licences edző;
- Itt született 1971. június 20-án Debrei Zsuzsanna magyar színésznő;
- Itt született 1971. augusztus 17-én Magos Zoltán közismert magyar szakács;
- Itt született 1973. október 8-án Bozók Ferenc költő, esszéíró;
- Itt született 1975. szeptember 14-én Lakatos Zsófia, közgazdász, PR-szakember, a Magyar Public Relations Szövetség korábbi elnöke és Örökös Tagja, több egyetem vendégtanára;
- Itt született 1978. augusztus 20-án Vona Gábor, a Jobbik Magyarországért Mozgalom volt elnöke, a Második Reformkor Párt elnöke;
- Itt született 1984. december 17-én Zelena András Batthyány-Strattmann László-díjas gyászterapeuta, tanszékvezető egyetemi docens;
- Itt született 1986. december 12-én Kiss Péter hegymászó.
- Itt halt meg 1995. június 25-én Tamássy István magyar kertészmérnök, egyetemi tanár.

## Testvérvárosai
- Ringsted, Dánia (1973)
- Pieksämäki, Finnország (2000)
- Sanok, Lengyelország (2003)
- Kézdivásárhely, Románia (2011)
- Manisa, Törökország (2016)
- Stip, Észak-Macedónia (2016)
- Zeltweg, Ausztria (2018)
- Luohe, Kína (2019)[32]